# Astronomy and Astrophysics Abstracts
Astronomy and Astrophysics Abstracts (AAA) — англомовний астрономічний журнал, який виходив двічі на рік з 1969 по 2000 рік.
Журнал намагався перерахувати всі оригінальні публікації в галузях астрономії та астрофізики і проіндексувати їх за допомогою ключових слів і коротких анотацій.
Він замінив собою журнал Astronomischer Jahresbericht, який виходив у 1899—1968 роках. Astronomy and Astrophysics Abstracts публікувались та створювались Інститутом астрономічних обчислень в Гайдельбері, з 1988 року — у співпраці з Професійним інформаціїним центром Карлсруе, а з 1995 року з Інститутом електричних інженерів у Великій Британії. Журнал був створений під егідою Міжнародного астрономічного союзу.
Зараз завдання Astronomy and Astrophysics Abstracts щодо індексування спеціальної літератури виконують такі бази даних, як Астрофізична інформаційна система НАСА.
На честь журналу названий астероїд 6805 Абстракта.